# Imperial Hero
Imperial Hero е безплатна игра, масова мултиплейърна онлайн ролева игра (MMORPG), разработена от българската компания за производство на игри Империя Онлайн ЕАД.  За първи път се появява в мрежата през 2009 след една година в разработване на концепцията и геймплея.  Imperial Hero е преведен на 27 езика. През 2015 година „Империя Онлайн“ ЕАД пуска нова версия на ролевата игра – Imperial Hero II, която е публикувана за Android, Facebook и уеб.  През 2017 г. играта е публикувана от Destiny Development в Русия.

## Геймплей
Imperial Hero е междуплатформена игра, базирана на империята Аяр и се състои от 32 провинции. За да могат да играят, играчите трябва първо да се регистрират през уебсайта. При създаването на своя герой, всеки играч бива разпределен в една от три фракции в империята – Харода, Фаролин или Сонория, които са в конфликт помежду си.
Играчите могат да изберат между три типа „герои“ – рейнджър, войн и мистик, като всеки клас има съответните силни и слаби страни. Героите в играта печелят точки за опит побеждавайки врагове – хуманоиди или чудовища. Всеки герой има личен профил и може да придобива титли на седмична база, които могат да са придружени от бонуси. Играчите се насърчават да се обединят в гилдия и да си помагат взаимно, за да оцелеят и да просперират в империята Аяр. Също така, играчите контролират своя герой, който е лидер на група от до 5 наемника. Героите и наемниците могат да се специализират в един от 6 класа, които имат различни магии и умения. Освен това, всеки член на дружината може да бъде оборудван с предмети, които подобряват качествата им и ги правят по-силни. Чрез побеждаване на врагове и изпълняване на мисии, гилдията придобива опит и покачва нивото си, което на свой ред отключва повече умения и възможности.

### Битка
В империята Аяр има бойни зони навсякъде, като силата на дадена гилдия е съобразена с различните типове врагове. След стартирането на битката, тя протича автоматично и походово. Единственото, което играчът прави преди това, е да създаде групата си от бойци и да даде старт на битката, след това резултатът се калкулира автоматично. Стратегическото позициониране на единиците на бойното поле е от голямо значение.
Побеждаването на враговете може да донесе на играча редки предмети, които могат да бъдат използвани за усъвършенстването на неговия герой и наемниците.

### Играч срещу Играч (PvP)
В Imperial Hero играчите се конкурират помежду си по много начини. Те могат да се атакуват взаимно, за да разграбват ресурси, да участват в бойни турнири или да защитават границите на своята фракция срещу атаки от други фракции в граничния патрул. Победителите в различните сблъсъци между играчите получават седмични награди, които зависят от представянето им.

### Занаяти
Играчите могат да изберат една от три основни професии и една от шест второстепенни професии, които им позволяват да изработват всякакви предмети вариращи от консумативи до бойно оборудване. Освен това те трябва да обиколят провинциите, за да съберат необходимите материали за изработване. Това обаче може да ги постави в опасност от нападение и грабеж от други играчи. След като съберат суровите ресурси, те биват обработвани в материали, които могат да се използват за изработване на някои от най-мощните артефакти в играта.

### Репутация и титли
Играчите могат да подобрят репутацията си в различните фракции и под-фракции на империята Аяр чрез изпълнение на мисии и побеждаване на врагове. От една страна, добрата репутация дава бонуси на героя под формата на отстъпки в магазините, а от друга му дава почетни титли. Повечето титли също носят със себе си награди, но колкото по-рядка е титлата, толкова по-голяма е наградата за героя.

### Търговия
Играчите от всички фракции могат да търгуват с ресурси, консумативи, предмети и редки стоки. Тези действия се извършват през аукциона на играта и пазара за ресурси. Икономиката на играта дава възможност за свободен обмен на повечето стоки, а опитните играчи могат дори да натрупат богатство.

### Гилдии
Играчите мога да формират гилдии от до 50 души. Това им дава шанс да си изпращат лични съобщения, да споделят ресурси помежду си, както и да постигат общи цели. Освен това всяка гилдия може да построи свой собствен замък, който е достъпен само за тях. Построяването на допълнителни конструкции в замъка осигурява бонуси за всички членове на гилдията. Гилдиите могат да нападат замъците на другите, за да ограбят ресурсите им и да нанесат щети на сградите им. Играчите участват в набезите със собствените си дружини и се съревновават срещу защитниците на гилдията под прицел. Гилдиите също така се състоят от гарнизони. Това са многобройни групи от наемници, които са лоялни на гилдията. Те помагат при нападението на други замъци, както и по време на защитата на замъка на гилдията.

### Босове в Световете
Моментът на Боса настъпва, когато в империята Аяр се появи заплашително и изключително мощно същество, за да тероризира играчите. Единственият начин да го победят е като се съюзят срещу него. Атакуването и побеждаването на Боса дава на играчите големи награди.
През 2019 стартира първият Зимен Маратон, по време на който играчите преминават през 10-дневна програма, в която трябва да победят Бос, да се състезават помежду си и да спуснат в приключения на древен остров.

## Сгради
Таверна – Таверната е мястото, където играчите могат да намерят всички мисии. Героите могат да също така да работят там, за да печелят злато. Количеството злато, което ще получат зависи от това колко време са работили и се увеличава с вдигането на нива в играта.
Магазин за оръжия – В този магазин играчите могат да извършват покупко-продажба на оръжия, като на всеки 15 минути се появяват нови артикули. Играчите могат да се сдобият с нови оръжия в замяна на диаманти, като при всяко обновяване, имат възможността да се сдобият с други по-мощни оръжия. Оборудването на героя може да бъде поправено в магазина. Това е нужно, защото устойчивостта му намалява, когато се използва в битка, а дори още повече, когато героят умре в битка.
Магазин за брони – Тук играчите имат възможността да купуват и продават брони. Предметите се обновяват на всеки 15 минути, а играчите могат да си купят нова броня в замяна на диаманти. С всяко обновяване те имат възможността да вземат по-силни и здрави брони. Както оръжията, така и броните могат да бъдат поправени в магазина, защото устойчивостта им намалява, когато се използват или героят умре в битка.
Магазин за бижута – Магазинът служи на играчите за търговия с различни бижута, като на всеки 15 минути се появяват нови артикули. Играчите могат да зареждат незабавно появата на нови бижута в замяна на диаманти, а с всяко обновяване на бижутата в магазина имат шанс да купят различни и по-силни предмети. Бижутата също могат да бъдат поправяни, след като здравината им се загуби, вследствие на битка или ако героят умре в битка.
Лечебница – Здравето и духът на героя могат да бъдат излекувани срещу заплащане, може и да се извършва търговия с различни лечебни отвари. Нови предмети се появяват на всеки 15 минути, а играчите могат да си купят нова отвара срещу диаманти. С всяко рестартиране те имат възможност да купуват различни и по-силни отвари. Освен това, екипировката на героя може да бъде поправена и тук.
Храм – Храмът е мястото, където играчите могат да получат една безплатна награда под формата на ковчеже с предмети на всеки 12 часа. В замяна на диаманти, те могат да получат повече от едно ковчеже.

## Езици
| Български | Английски  | Португалски | Бразилски Португалски |
| Испански  | Италиански | Румънски    | Турски                |
| Сръбски   | Хърватски  | Полски      | Немски                |
| арабски   | Френски    | Руски       | Украински             |
| Чешки     | Македонски | Гръцки      | Шведски               |
| Японски   | Хинди      | Холандски   | Словенски             |
| Албански  | Иврит      | Словашки    |                       |

## Номинации и награди
- Номинация за най-добър свят
- Номинация за най-добър визуален стил / изкуство
- Номинация за най-добра мобилна игра „TIGA Games Industry Awards 2016”: [7]
- Номинация за наградата „Игра на годината“ на TIGA
- Номинация за награда за най-добра стратегическа игра на годината
- Номинация за награда за най-добра ролева игра на годината
- Национален конкурс „Иновативно предприятие на годината“ [8]
- Печели признанието като иновативен продукт